# Silenka ušnice

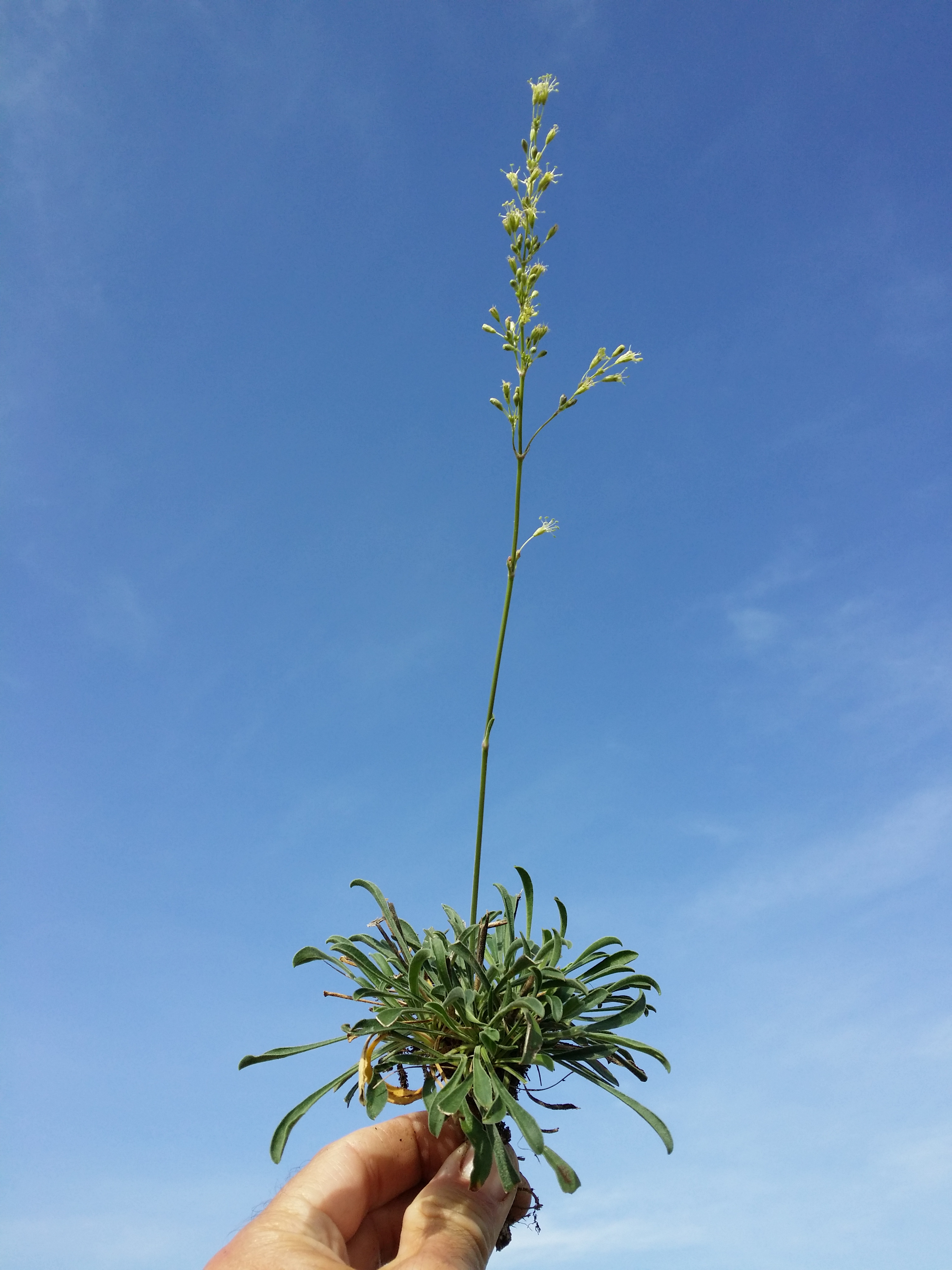
Skutečná velikost

Silenka ušnice (Silene otites) je dvouletá až vytrvalá, dvoudomá bylina vysoká 20 až 60 cm, s lepkavou lodyhou a kvetoucí v letních měsících drobnými, žlutozelenými květy. V české přírodě je původním druhem, vyskytuje se ale pouze na nemnohých stanovištích se specifickými podmínkami, její početní stavy postupně klesají a je považována za ohrožený druh.
Spodní, stálezelené listy růžice jsou tvarem podobné lžičkám, dříve používaným k hygieně zvukovodů uší, a rostlina dostala po nich své druhové jméno „ušnice“.

## Výskyt
Je bylinou s areálem zabírajícím téměř celou Evropu (vyjma Skandinávie) a částečně i přilehlou jihozápadní Asii. Prakticky se vyskytuje od západní Evropy, ze Španělska a Britských ostrovů, východním směrem přes střední Evropu až po Pobaltí, Balkán, Turecko, Kavkaz a Írán na východě. Ze severu je její rozšíření ohraničeno Baltským a z jihu Středozemním mořem.
V České republice roste na příhodných stanovištích v termofytiku, zvláště ve středních a severozápadních Čechách a jižní Moravě. V mezofytiku je již vzácná, je tam pro ni chladno, nejvýše se vyskytuje v nadmořské výšce 500 m n. m, na vrchu Milá v okrese Most.

## Ekologie
Rostlina nejlépe roste na kamenitých, směsných jílovitých nebo písčitých půdách, které musí obsahovat humus, jsou propustné, skeletové a spíše suché. Potřebuje teplé a suché stanoviště a proto se obvykle vyskytuje v suchých, světlých, rozvolněných nízkostébelných loukách nebo na ke slunci situovaných kamenitých svazích. Tato trsnatá bylina se ojediněle vyskytuje i v podrostu světlých, nížinných borových lesů. Preferuje vápnité podloží, bývá součásti psamofytní vegetace. Kvete od června po srpen, plody uzrávají v srpnu až říjnu. Počet chromozomů 2n = 24, stupeň ploidie x = 2.

## Popis
Vytrvalá nebo víceletá, zřídka dvouletá rostlina, vysoká 20 až 60 cm, ojediněle i přes 1 m, která roste v trsech. Z dlouhého, ztluštělého, málo dřevnatícího, chudě větveného kořene vyrůstá jedna nebo více lodyh s listy stěsnanými do husté, přízemní růžice. Listy v růžici vyrůstají vstřícně, jsou jednoduché, celistvé, bývají dlouhé 25 až 100 mm a široké 8 až 15 mm, mají kopisťovitý, lopatkovitý tvar se široce zaobleným koncem, někdy jsou okrouhlé a mělce vykrojené a horní bývají kornoutovitě svinuté. Lodyha je přímá, oblá, tenká ale tuhá, až ku květenství nevětvená, ve spodní části chlupatá a v horní lysá a lepivá, její málo početné střídavé listy jsou přisedlé, drobné, obkopinaté a úzké.
V horní části lodyhy hustě vyrůstají na 7 mm stopkách drobné, 3 až 5 mm velké květy v přisedlých, krátkých, vstřícných vidlanech sestavených do většího počtu lichopřeslenů, nebo vidlany vytvářejí latnaté květenství s lichopřesleny na postranních větvích i hlavním vřetenu. Květy jsou jednopohlavné, pětičetné, samčí mají rudimentární pestík, samičí jsou bez tyčinek. Kalich je zelený, pětizubý, u samčích květů je zvonkovitý, u samičích trubkovitý. Korunní lístky jsou drobné, tenké, zelenavé či žlutavé, 2 až 4 mm velké, podlouhlé, mají široký nehet, na vrcholu jsou okrouhlé nebo mělce vykrojené, u samčího květu vystupují z kalichu a u samičího kalich jen málo přesahují, pakorunka zcela chybí. Samčí květ má deset tyčinek s prašníky, vyrůstají ve dvou kruzích a pyl v nich uzrává postupně. Samičí květ má tří rozšířené čnělky s bliznami, které nápadně vyčnívají z květu.
Plod je vejčitá, jednopouzdrá, asi 5 mm velká tobolka otvírající se nahoře šesti zuby. Obsahuje mnoho ledvinovitých, hnědošedých, asi 1 mm velkých semen s hrbolkatým osemením. Na suchém, dobře osvětleném stanovišti může rostlina růst po mnoho let.

## Opylování
Včela medonosná si silenky ušnice nevšímá, podobně jako další blanokřídlí opylovači. Pro objasnění způsobů opylování květů, zda k němu dochází větrem nebo hmyzem, byly provedené studie. Morfologické důkazy o lepivosti pylu, terénní pozorování jeho rozptylu větrem a experimenty s izolovaně umístěnými rostlinami přinesly jasný závěr, že rostliny jsou opylovány komáry, konkrétně komárem pisklavým (Culex pipiens). Opylování květů komáry doposud bylo popsáno pouze u dvou rostlinných druhů na světě.
I když jsou květy silenky ušnice známe jako opylované nočními komáry, byly při výzkumu navštíveny asi 60 druhy hmyzu. Ve dne to byli brouci, dvoukřídlí z podřádu krátkorohých (Brachycera) a blanokřídlí. V noci však noční motýli, dvoukřídlí z podřádu dlouhorohých (Nematocera) a síťokřídlí. Nejvíce voňavých látek vydávají květy silenky ušnice v noci, těsně po západu slunce a jen menší část aromatických látek emitují i ve dne, což podporuje tvrzení, že jsou opylené nejčastěji v noci. Spektrum vůní vylučovaných v noci se liší od vůní vydávaných ve dne.
Při srovnání reakcí na noční vůně u soumračného druhu komára pisklavého (Culex pipiens) a denního druhu komára tropického (Aedes aegypti) však nebylo shledáno rozdílů, oba na noční vůně spolehlivě reagovali. Výzkum stvrdil, že noční vůně jsou i pro denní komáry přitažlivé a podpořil tvrzení o opylování květů silenky ušnice komáry.

## Ohrožení
Silenka ušnice roste na výslunných suchých stráních a skalách v rozvolněné vegetaci suchých úzkolistých trávníků a nevysokých, stepních bylin, většinou na mělkých skeletových půdách. Tato stanoviště sloužila v minulosti obvykle jako pastviny a s ústupem od tradičního hospodaření, nebo s nástupem eutrofizace, dochází k jejich postupnému zarůstání míst konkurenčně silnějšími druhy bylin a nakonec i dřevinami. Mimo všeprostupující přírodní degradaci mohou být tyto lokality ohroženy také blízkou stavební nebo těžební činností a proto je bylina v „Červený seznam ohrožených druhů České republiky, cévnaté rostliny“ z roku 2017 zařazená mezi ohrožené druhy (C3).

## Galerie

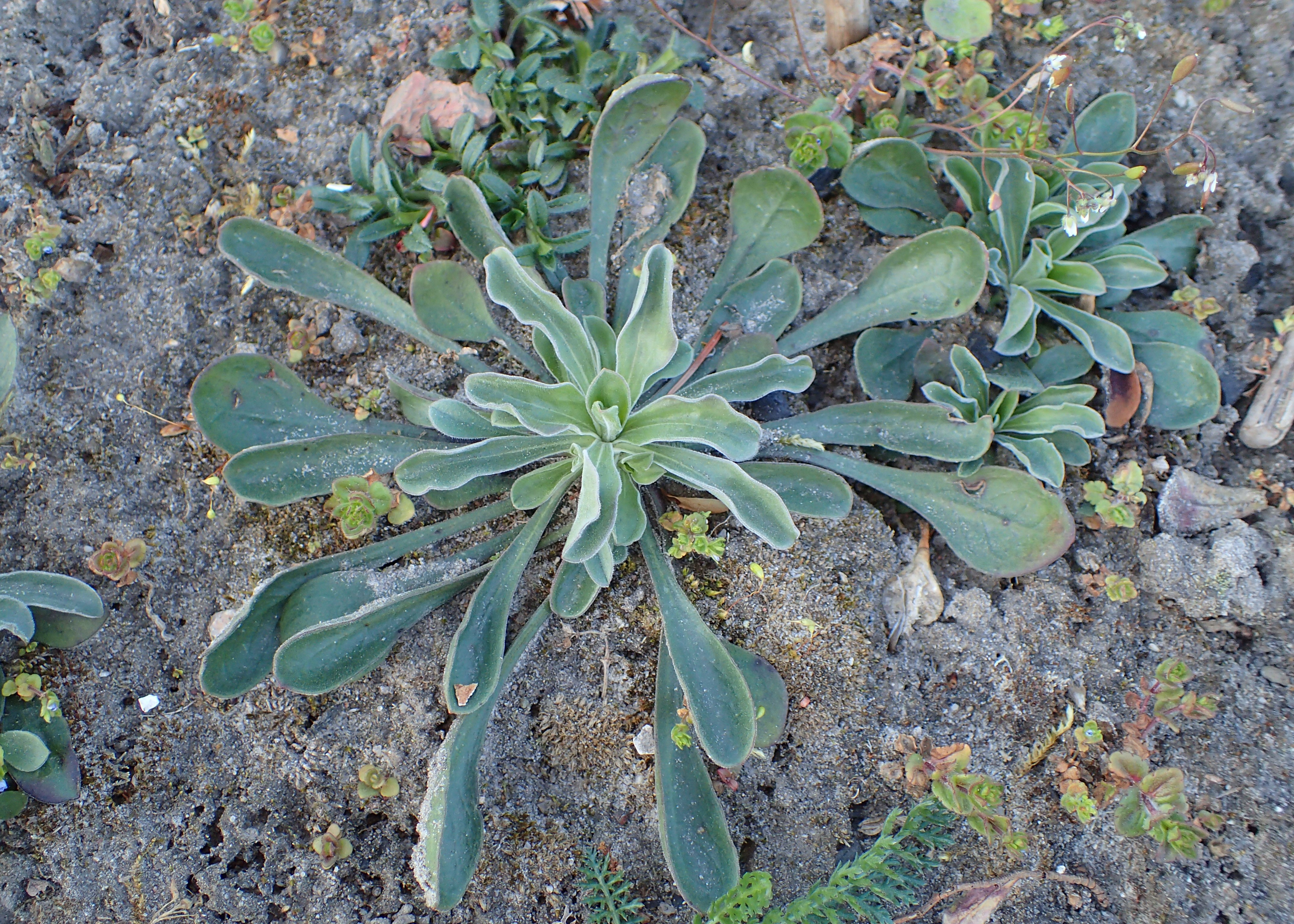
Listová růžice
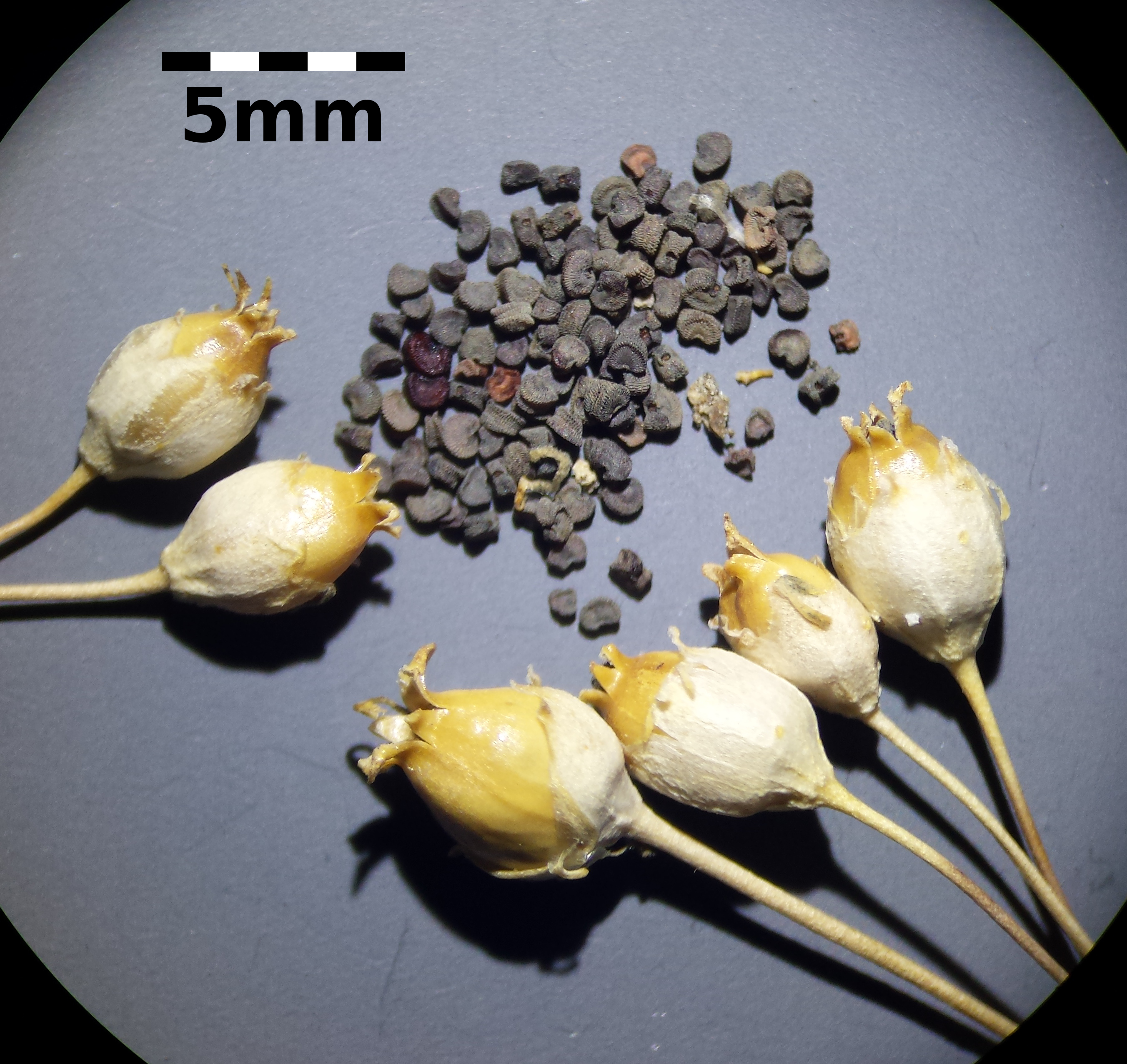
Tobolky se semeny
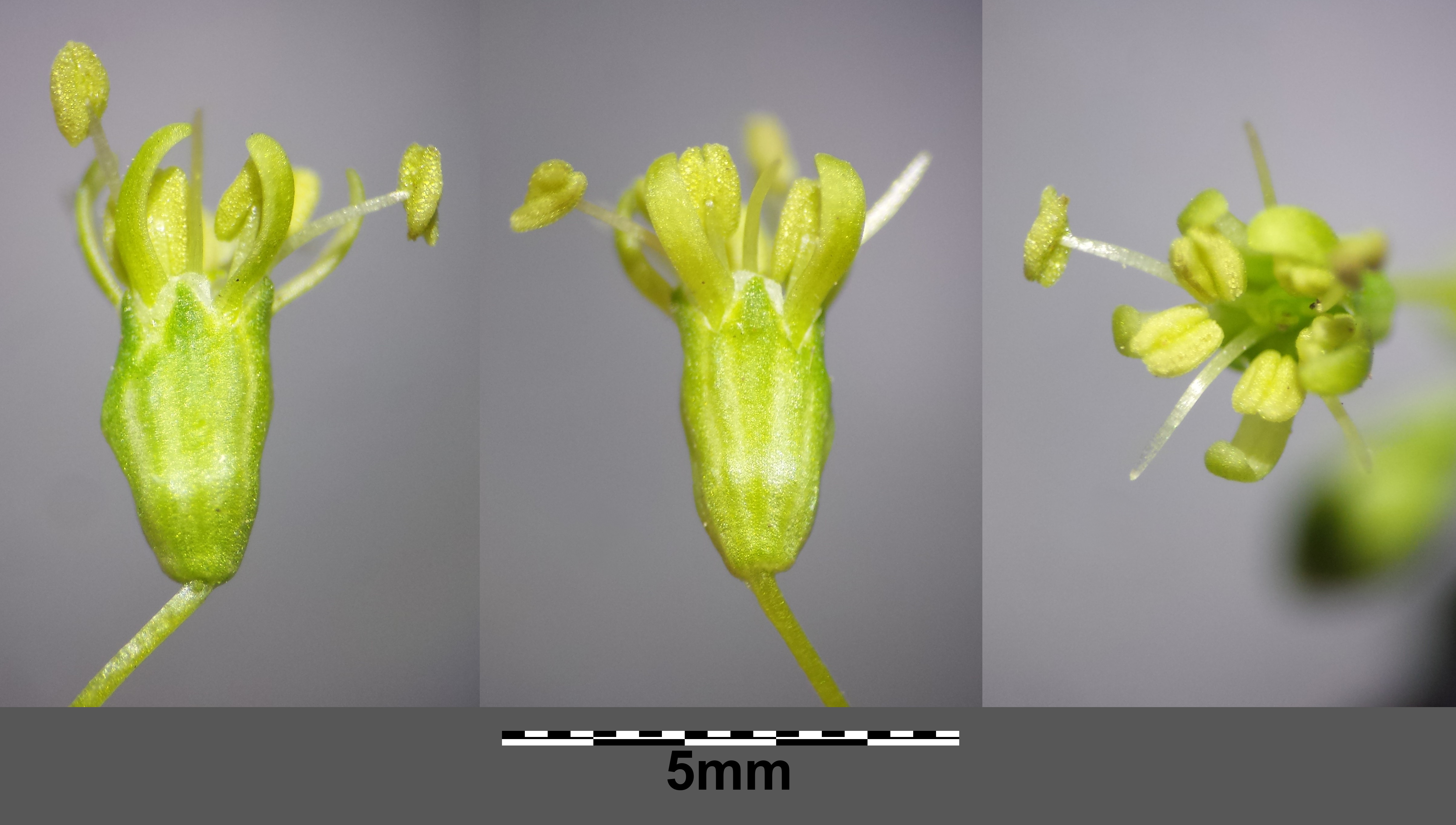
Samčí květ
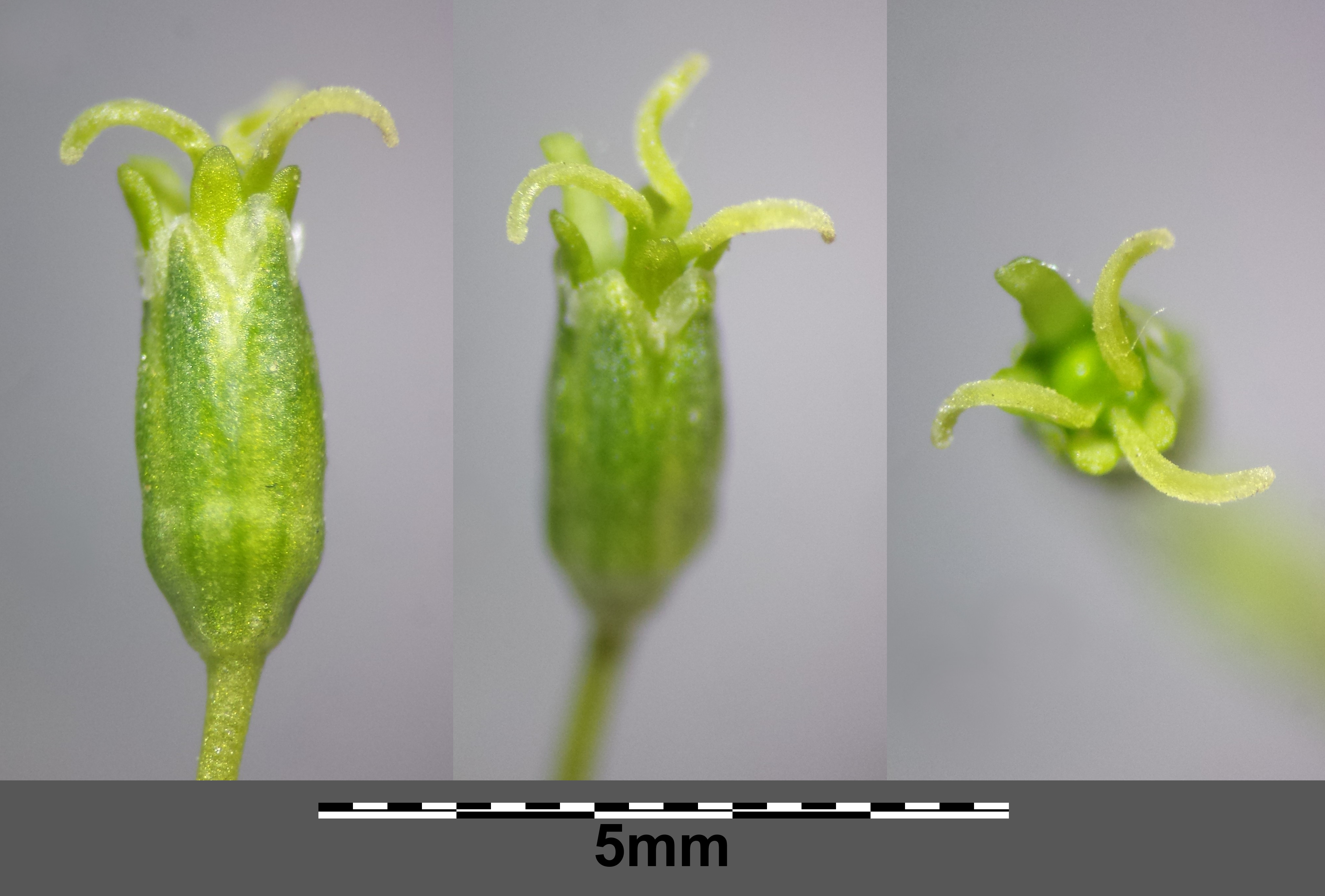
Samičí květ